# Panzerdivision Norwegen
Pour les articles homonymes, voir Norwegen (homonymie).
La Panzerdivision Norwegen fut créée en 1943, à Oslo, en Norvège, afin de fournir aux troupes d'occupation allemandes une Panzerdivision, une unité motorisée possédant une forte de puissance de feu.

## Historique
C'est à Stavanger, dans le sud de la Norvège, qu'en 1942-1943, le commandement allemand créa la Beutepanzerkompanie Stavanger (= compagnie blindée d'engins de prise; c'est-à-dire, utilisant des véhicules capturés aux armées ennemies), principalement équipée de chars français Hotchkiss et Somua. Elle était destinée à remplacer, temporairement, la 25e Panzerdivision, lors de l'envoi de cette dernière sur le front de l'est, à l'été 1943. 
- Novembre 1943: formation de la Panzerdivision "Norwegen", en amalgament la Beutepanzerkompanie Stavanger et le 1er bataillon du Panzer Regiment 9, ancienne unité de la 25e Panzer Division. Cette nouvelle division représentait la valeur d'un fort régiment blindé, équipé de 47 obsolètes Panzer III et des chars d'origine française. La raison essentielle de son existence était de représenter un élément dissuasif, face à une éventuelle tentation de la Suède d'entrer en guerre aux côtés des Alliés.
- En mai 1944, elle fut transférée au Danemark, où le 20 mai, elle fut amalgamée à la 25 Panzer Division, avant d'être reconstituée ultérieurement comme Panzer Brigade.

## Ordre de bataille
- Panzer Abteilung "Norwegen", à 3 compagnies
- Panzer Grenadieren Regiment "Norwegen", à 3 bataillons et 13 compagnies
- Panzer Artillerie Abteilung "Norwegen", à 3 batteries
- Panzer Jäger Abteilung "Norwegen", à 2 compagnies motorisées et 1 compagnie de canons d'assaut
- Panzer Pionieren Abteilung, à 3 compagnies.

## Les Commandants de la Panzerdivision "Norwegen"
| Début            | Fin                | Grade        | Nom              |
| ---------------- | ------------------ | ------------ | ---------------- |
| 1er octobre 1943 | 20 novembre 1943   | Generalmajor | Reinhold Gotsche |
| 20 novembre 1943 | 11 juin 1944       | Oberst       | Max Roth         |
| 11 juin 1944     | 1er septembre 1944 | Generalmajor | Reinhold Gotsche |